# Haut de Baissey
Le Haut de Baissey est un sommet français du plateau de Langres. Il atteint une altitude de 523 mètres, ce qui en fait le plus haut point du département de la Haute-Marne et du parc national de forêts.

## Géographie
Il se situe sur le territoire de la commune d'Aprey, en bordure du bois de Baissey.

## Randonnée
L'accès privilégié s'effectue par le Haut du Sec (516 m) facile à identifier avec son pylône de télécommunications. Ensuite, trouver la borne sommitale sans GPS est quasiment impossible.
Le sentier de grande randonnée 7 passe sur le versant septentrional.